# Lac de Martignano
Le lac de Martignano (en italien : lago di Martignano) est un lac d'Italie centrale, situé dans la région Latium. D'origine volcanique, ce lac situé dans un cratère éteint s'étend sur 2,44 km2 près du lac de Bracciano sur les communes de Anguillara Sabazia et Campagnano di Roma et la zone de Rome de Polline Martignano.

## Géographie
Le lac de Martignano est situé à 30 km au nord-ouest de Rome. Il a une longueur de 2,015 km et une largeur de 1,545 km pour un périmètre d'environ 6 km et n'est pas connecté avec le lac voisin de Bracciano. Il fait partie du parc naturel régional du complexe lagunaire de Bracciano - Martignano.

## Histoire
Le lac, situé sur l'extrémité sud du territoire d'Étrurie où il était appelé Alsietinus Lacus, alimentait en eau l'aqueduc de l'Aqua Alsietina pour la naumachie d'Auguste en raison de la mauvaise qualité de son eau pour la consommation.
Il est aujourd'hui utilisé pour la baignade par la population de Rome avec une interdiction d'utilisation de bateaux à moteur.

## Faune
Parmi la faune du lac, figure une variété de crabes d'eau douce[Laquelle ?] surtout présents sur la plage occidentale du lac.